# Loma Bonita, Santa María Colotepec
Loma Bonita är en ort i Mexiko.   Den ligger i kommunen Santa María Colotepec och delstaten Oaxaca, i den sydöstra delen av landet, 500 km sydost om huvudstaden Mexico City. Loma Bonita ligger 71 meter över havet och antalet invånare är 294.
Terrängen runt Loma Bonita är kuperad åt nordost, men åt sydväst är den platt. Runt Loma Bonita är det ganska glesbefolkat, med 43 invånare per kvadratkilometer. Närmaste större samhälle är Brisas de Zicatela, 5,6 km söder om Loma Bonita. Omgivningarna runt Loma Bonita är en mosaik av jordbruksmark och naturlig växtlighet.